# James O. Barrows
James Otis Barrows (Copperopolis, California; 29 de marzo de 1855 - Los Ángeles, California; 7 de diciembre de 1925) fue un actor estadounidense. Estuvo una docena de años en el vodevil
En 1919 empezó a aparecer en películas mudas con sus compañeros de teatro, como por ejemplo Melbourne MacDowell, Ida Waterman, Joseph J. Dowling, Frank Currier y Theodore Roberts. Participó en numerosas películas mudas, siendo la última de ellas The Sea Beast, completada justamente antes de su muerte.

## Filmografía

### Cine
- Brothers Divided (1919)
- The Lord Loves the Irish (1919)
- The Inferior Sex (1920)
- The White Dove (1920)
- When Dawn Came (1920)
- Dangerous to Men (1920)
- The Untamed (1920)
- Down Home (1920)
- Unseen Forces (1920)
- Silent Years (1921)
- The Call of Home (1922)
- Hurricane's Gal (1922)
- White Shoulders (1922)
- Pawned (1922)
- The Pride of Palomar (1922)
- When Love Comes (1922)
- Shadows of the North (1923)
- Cause for Divorce (1923)
- Stephen Steps Out (1923)
- The Old Fool (1923)
- Fight and Win (1924)
- Young Ideas (1924)
- The Signal Tower (1924)
- The Gaiety Girl (1924)
- Her Night of Romance (1924)
- The Tomboy (1924)
- Daddy's Gone A-Hunting (1925)
- The Price of Pleasure (1925)
- The Goose Woman (1925)
- The Sea Beast (1926)

### Cortometrajes
- The Title Holder (1924)